# Vysoké Popovice
Vysoké Popovice, bis 1949 Popovice (deutsch Popowitz, früher Poppowitz) ist eine Gemeinde in Tschechien. Sie liegt acht Kilometer westlich von Rosice und gehört zum Okres Brno-venkov.

## Geographie
Vysoké Popovice befindet sich in der Bobravská vrchovina am südöstlichen Fuße des Rapotický kopec (Rapotitzer Höhe, 514 m) über dem Tal des Baches Habřina. Nordwestlich des Dorfes liegt ein Militärgelände. Durch Vysoké Popovice führt die Staatsstraße I/23 von Třebíč nach Rosice. Am südlichen Ortsrand verläuft die Bahnstrecke Střelice–Okříšky.
Nachbarorte sind Březina und Zbraslav im Norden, Příbram na Moravě im Nordosten, Příbramský Mlýn und Zastávka im Osten, Babice u Rosic und Zakřany im Südosten, Lukovany und Ketkovice im Süden, Sudice im Westen sowie Rapotice und Lesní Jakubov im Nordwesten.

## Geschichte
Die erste schriftliche Erwähnung des Ortes erfolgte im Jahre 1228. Das Herrengut Popovice war Sitz des Geschlechts von Popowitz. Um 1412 entstand eine Kapelle. Während des ungarisch-böhmischen Krieges erlosch zum Ende des 15. Jahrhunderts die Feste Popovice. 1482 erwarb Hynko von Kukwitz das Gut Popovice und schloss es an die Herrschaft Rossitz an. Das älteste Ortssiegel von Popowiz stammt aus dem Jahre 1749; es zeigt zwei Blüten. Im Laufe der Zeit wurde das Dorf auch als Popwiz, Popicz, Poppiez, Popovicz, Popouicz und Popowy bezeichnet. Seit den 1830er Jahren verdienten sich die Bauern des Dorfes mit dem Verkauf von Holzkohle ein Zubrot. Bei einer Choleraepidemie starben in den Jahren 1849 und 1850 etwa hundert Einwohner. Bis zur Mitte des 19. Jahrhunderts blieb Popovice immer zu Rossitz untertänig.
Nach der Aufhebung der Patrimonialherrschaften bildete Popovice ab 1850 mit den Ortsteilen Příbram, Lukovany und Zakřany eine politische Gemeinde im Brünner Bezirk. Zu dieser Zeit arbeiteten die meisten der Bewohner in den Kohlegruben von Zbeschau und Segen Gottes. 1874 lösten sich die drei Ortsteile los und bildeten eigene Gemeinden. Am 15. Juli 1882 zerstörte ein Brand die hölzerne Kirche. Im Jahre 1894 wurde eine Wasserleitung hergestellt. Die Straße nach Příbram entstand 1898. 1899 gründete sich die Freiwillige Feuerwehr. Im Jahre 1902 nahm eine Ziegelei den Betrieb auf. 1921 wurde die Gemeinde dem Okres Brno-venkov zugeordnet. Seit 1948 gehörte Popovice zum Okres Rosice. 1949 wurde die Gemeinde zur Unterscheidung von Popovice in Vysoké Popovice umbenannt. Nach der Aufhebung des Okres Rosice kam Vysoké Popovice 1961 zum Okres Brno-venkov zurück.

## Gemeindegliederung
Für die Gemeinde Vysoké Popovice sind keine Ortsteile ausgewiesen.

## Sehenswürdigkeiten
- Kirche Johannes des Täufers, der wuchtige Neorenaissancebau entstand 1882 anstelle der niedergebrannten Holzkirche
- Pfarrhaus aus dem 18. Jahrhundert
- Friedhof mit Lindenallee